# Großer Preis von Belgien 1925

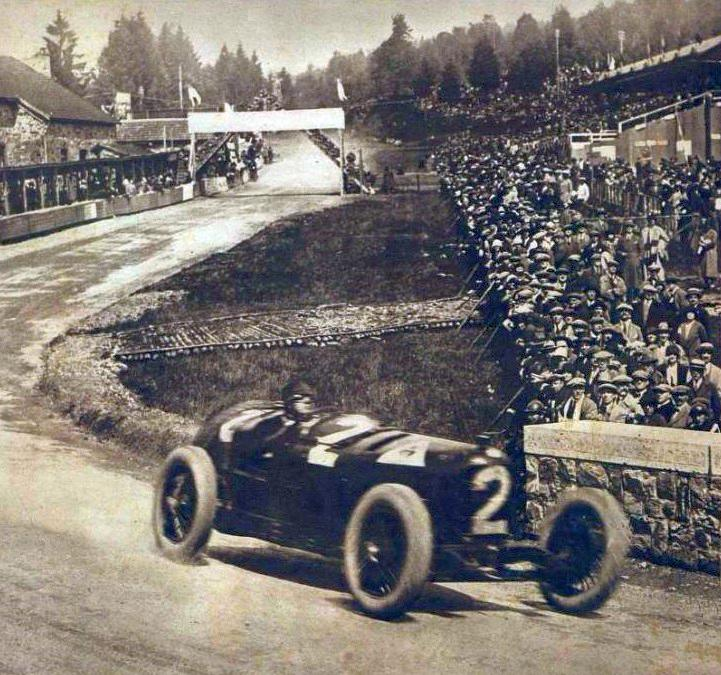
Rennsieger Antonio Ascari

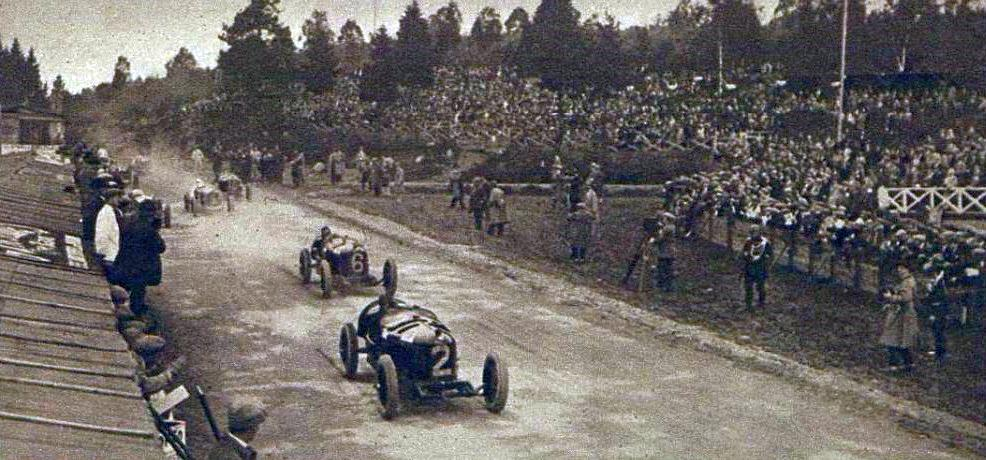
Rennstart

Der I. Große Preis von Belgien fand am 28. Juni 1925 auf dem Circuit de Spa-Francorchamps statt, einem klassischen Straßenkurs auf öffentlichen Straßen.
Das Rennen hatte auch den AIACR-Ehrentitel Großer Preis von Europa und war Wertungslauf zur ersten Automobil-Weltmeisterschaft, es wurde über 54 Runden à 14,98 km ausgetragen, was einer Gesamtdistanz von 809,06 km entsprach. Teilnahmeberechtigt waren Werksteams von Automobilfirmen, deren Rennwagen den Bestimmungen der Internationalen Rennformel (Hubraumbegrenzung auf 2 Liter, Mindestgewicht 650 kg, Zweisitzer von mindestens 80 cm Karosseriebreite) entsprachen. Es war das erste Grand-Prix-Rennen, bei dem an Bord der Wagen keine zweite Person mehr als Mechaniker sein durfte. Außerdem war in der Grand-Prix-Formel auch eine Renndistanz von mindestens 800 km vorgegeben.
Sieger wurde Antonio Ascari auf einem Alfa Romeo P2.

## Rennen
Nach dem Rückzug der Teams von Bugatti und Sunbeam, die ihre Wagen als nicht „rennfertig“ deklariert hatten, blieb ein kleines, aber hochwertiges Feld von sieben Teilnehmern übrig. Mit den drei Alfa Romeo P2 von Antonio Ascari, Giuseppe Campari und Gastone Brilli-Peri und vier Delage Type 2 LCV mit René Thomas, Robert Benoist, Albert Divo und Paul Torchy am Steuer waren die beiden stärksten Mannschaften mit den besten Konstruktionen der letzten beiden Jahre der 2-Liter-Formel vertreten. Allerdings war bei Delage bislang nur das Auto von Divo bereits mit einem Kompressor ausgerüstet, aus Furcht vor nachteiligen Auswirkungen auf das Standvermögen. Doch während Ascari und Campari vom Start weg die Führung übernahmen und diese bis zum Rennende nicht mehr abgaben, waren es bezeichnenderweise gerade die drei kompressorlosen Wagen, die im Rennen schon nach wenigen Runden mit technischen Problemen liegen blieben. Lediglich Divo konnte sich vor Brilli-Peri auf Position drei halten, bis zunächst der Alfa-Fahrer und kurz nach der Halbzeit des Rennens auch der letzte Delage das Rennen aufgeben musste. Danach konnten die beiden nun einzig im Rennen verbliebenen Alfa-Romeo-Fahrer die letzten 25 Runden in Ruhe erledigen, bevor schließlich Ascari nach einer Gesamtzeit von etwas unter sieben Stunden mit über 20 Minuten Vorsprung als Erster überfuhr. Sein Teamkollege musste die letzten beiden Runden somit nach ganz allein absolvieren.
Der Legende nach soll Alfa-Romeo-Chefkonstrukteur Vittorio Jano auf das pro-französisch eingestellte Publikum durch die demonstrativ gelassene Einnahme einer Mahlzeit vor den Boxen reagiert haben, wofür dort eigens ein gedeckter Tisch mit Stühlen aufgestellt worden sein soll.

## Ergebnisse

### Meldeliste
| Team                          | Nr. | Fahrer                | Info  | Chassis                              | Motor                                  | Reifen |
| ----------------------------- | --- | --------------------- | ----- | ------------------------------------ | -------------------------------------- | ------ |
| Automobiles Delage            | 01  | René Thomas           | DNS a | Delage 2 LCV (1925)                  | Delage 2.0L V12 Kompressor             |        |
| Automobiles Delage            | 01  | Albert Divo           |       | Delage 2 LCV (1925)                  | Delage 2.0L V12 Kompressor             |        |
| Automobiles Delage            | 05  | Robert Benoist        |       | Delage 2 LCV (1924)                  | Delage 2.0L V12 Kompressor             |        |
| Automobiles Delage            | 09  | Albert Divo           | DNS a | Delage 2 LCV (1924)                  | Delage 2.0L V12 Kompressor             |        |
| Automobiles Delage            | 09  | René Thomas           |       | Delage 2 LCV (1924)                  | Delage 2.0L V12 Kompressor             |        |
| Automobiles Delage            | 12  | Paul Torchy           |       | Delage 2 LCV (1924)                  | Delage 2.0L V12 Kompressor             |        |
| SA Ital. Ing. Nicola Romeo    | 02  | Antonio Ascari        |       | Alfa Romeo P2 (1925)                 | Alfa Romeo 2.0L I8 Kompressor          | P      |
| SA Ital. Ing. Nicola Romeo    | 06  | Giuseppe Campari      |       | Alfa Romeo P2 (1925)                 | Alfa Romeo 2.0L I8 Kompressor          | P      |
| SA Ital. Ing. Nicola Romeo    | 10  | Gastone Brilli-Peri   |       | Alfa Romeo P2 (1924)                 | Alfa Romeo 2.0L I8 Kompressor          | P      |
| SA Ital. Ing. Nicola Romeo    |     | Giovanni Minozzi      | RES   |                                      |                                        | P      |
| SA Ital. Ing. Nicola Romeo    |     | Carlo Sozzi           | RES   |                                      |                                        | P      |
| Ets. Albert Guyot et Cie      | 03  | Albert Guyot          | DNA   | Rolland-Pilain „Guyot Spéciale“ GS25 | Guyot/Burt-McCollum 2.0L I6 Kompressor |        |
| Ets. Albert Guyot et Cie      | 07  | Maurice Rouvier       | DNA   | Rolland-Pilain „Guyot Spéciale“ GS25 | Guyot/Burt-McCollum 2.0L I6 Kompressor |        |
| Ets. Albert Guyot et Cie      |     | Henry Matthys         | RES   |                                      |                                        |        |
| Sunbeam-Talbot-Darracq Motors | 04  | Henry Segrave         | DNA b | Sunbeam GP                           | Sunbeam 2.0L I6 Kompressor             |        |
| Sunbeam-Talbot-Darracq Motors | 08  | Giulio Masetti        | DNA b | Sunbeam GP                           | Sunbeam 2.0L I6 Kompressor             |        |
| Sunbeam-Talbot-Darracq Motors | 11  | Caberto Conelli       | DNA   | Sunbeam GP                           | Sunbeam 2.0L I6 Kompressor             |        |
| Sunbeam-Talbot-Darracq Motors |     | George Duller         | RES   |                                      |                                        |        |
| SA Autocostruzioni Diatto     |     | kein Fahrer nominiert | DNA   | Diatto GP                            | Diatto 2.0L I8 Kompressor              |        |
| SA Mathis                     |     | kein Fahrer nominiert | DNA   | Mathis                               | Mathis 1.5L I4                         |        |
| Usines Bugatti c              |     |                       |       |                                      |                                        |        |

### Startaufstellung
Die Startpositionen wurden ausgelost.
|         | Ascari      |         | Thomas |
|         |             |         |        |
| Campari |             | Benoist |        |
|         |             |         |        |
|         | Brilli-Peri |         | Divo   |
|         |             |         |        |
| Torchy  |             |         |        |

### Rennergebnis
| Pos. | Fahrer              | Konstrukteur | Runden | Stopps | Zeit          | Start | Schnellste Runde | Ausfallgrund           |
| ---- | ------------------- | ------------ | ------ | ------ | ------------- | ----- | ---------------- | ---------------------- |
| 01   | Antonio Ascari      | Alfa Romeo   | 54     |        | 6:42:57,0 h   | 2     | 6:51,2 min       |                        |
| 02   | Giuseppe Campari    | Alfa Romeo   | 54     |        | + 21:58,0 min | 4     |                  |                        |
| —    | Albert Divo         | Delage       | 29     |        | DNF           | 5     |                  | Ventilschaden          |
| —    | Gastone Brilli-Peri | Alfa Romeo   | 18     |        | DNF           | 6     |                  | Aufhängungsschaden     |
| —    | René Thomas         | Delage       | 6      |        | DNF           | 1     |                  | Wagenbrand             |
| —    | Paul Torchy         | Delage       | 2      |        | DNF           | 7     |                  | Zündungsschaden        |
| —    | Robert Benoist      | Delage       | 2      |        | DNF           | 3     |                  | Leck im Treibstofftank |